# Шарлоттенбург (район Берлина)
Шарло́ттенбург (нем. Charlottenburg) — район в западной части Берлина в составе административного округа Шарлоттенбург-Вильмерсдорф. Ядром района является исторический город Шарлоттенбург, основанный в 1705 году.

## История
Город Шарлоттенбург был основан в 1705 году. В 1920 году при создании «Большого Берлина» Шарлоттенбург был включён в состав немецкой столицы в качестве округа Шарлоттенбург. В 2001 году в Берлине была проведена административная реформа с целью уменьшения количества округов, в результате чего округ Шарлоттенбург был объединён с округом Вильмерсдорф в укрупнённый округ Шарлоттенбург-Вильмерсдорф. Сами же бывшие округа (нем. Bezirk) получили статус района (нем. Ortsteil) в составе укрупнённых округов. В 2004 году руководство округа Шарлоттенбург-Вильмерсдорф приняло решение раздробить два района, из которых он состоял, на более мелкие. В результате чего бывший когда-то округ, а затем район Шарлоттенбург, был разделён на районы Шарлоттенбург (исторический центр старого города), Шарлоттенбург-Норд и Берлин-Вестэнд.

## Достопримечательности
Некоторые достопримечательности Шарлоттенбурга:
- Дворец Шарлоттенбург
- Шарлоттенбургская ратуша[англ.]
- Музей Берггрюна
- Мемориальная церковь кайзера Вильгельма
- Памятник принцу Альбрехту Прусскому
- Памятник Конраду Аденауэру

Дворец Шарлоттенбург
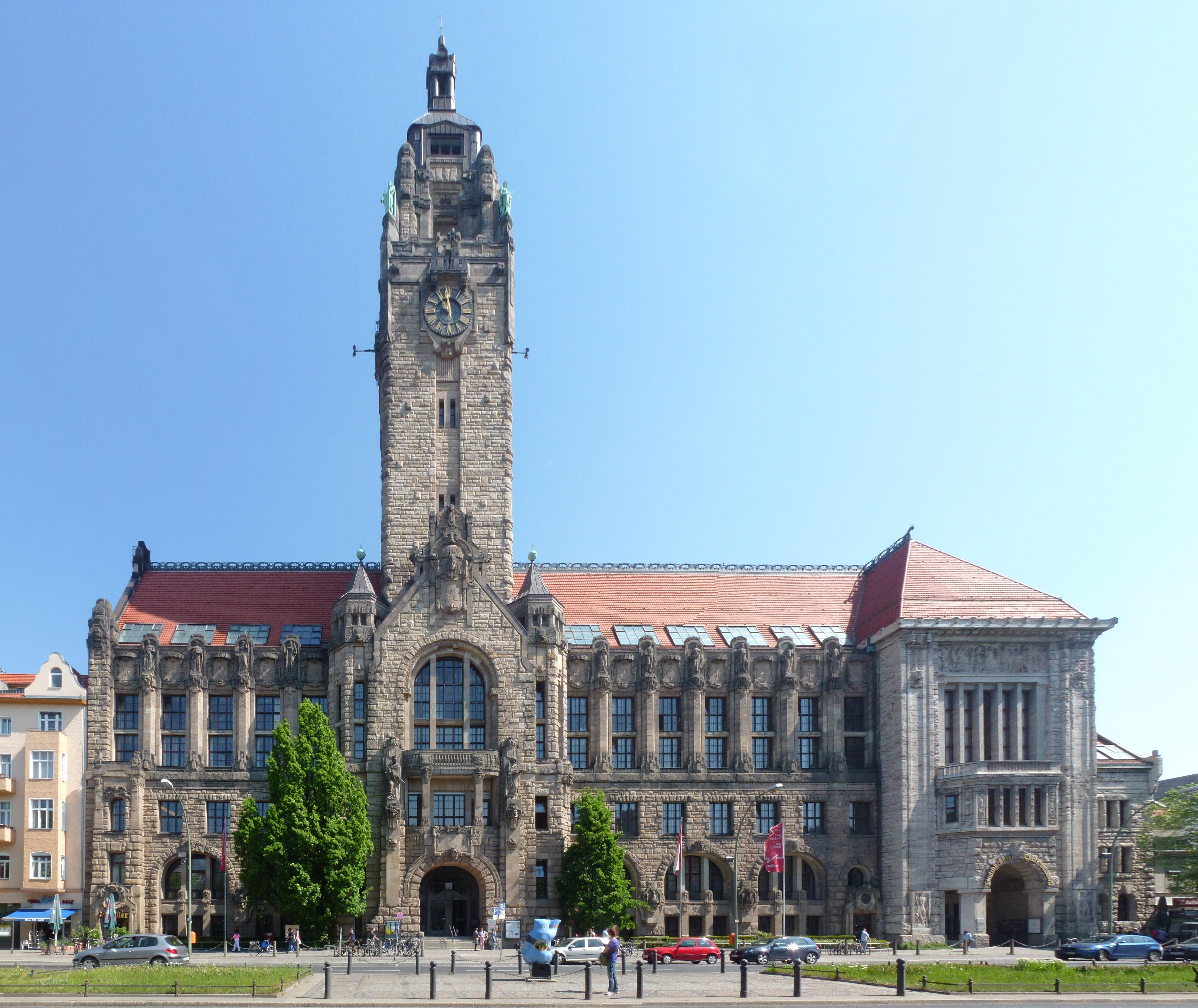
Шарлоттенбургская ратуша[англ.]
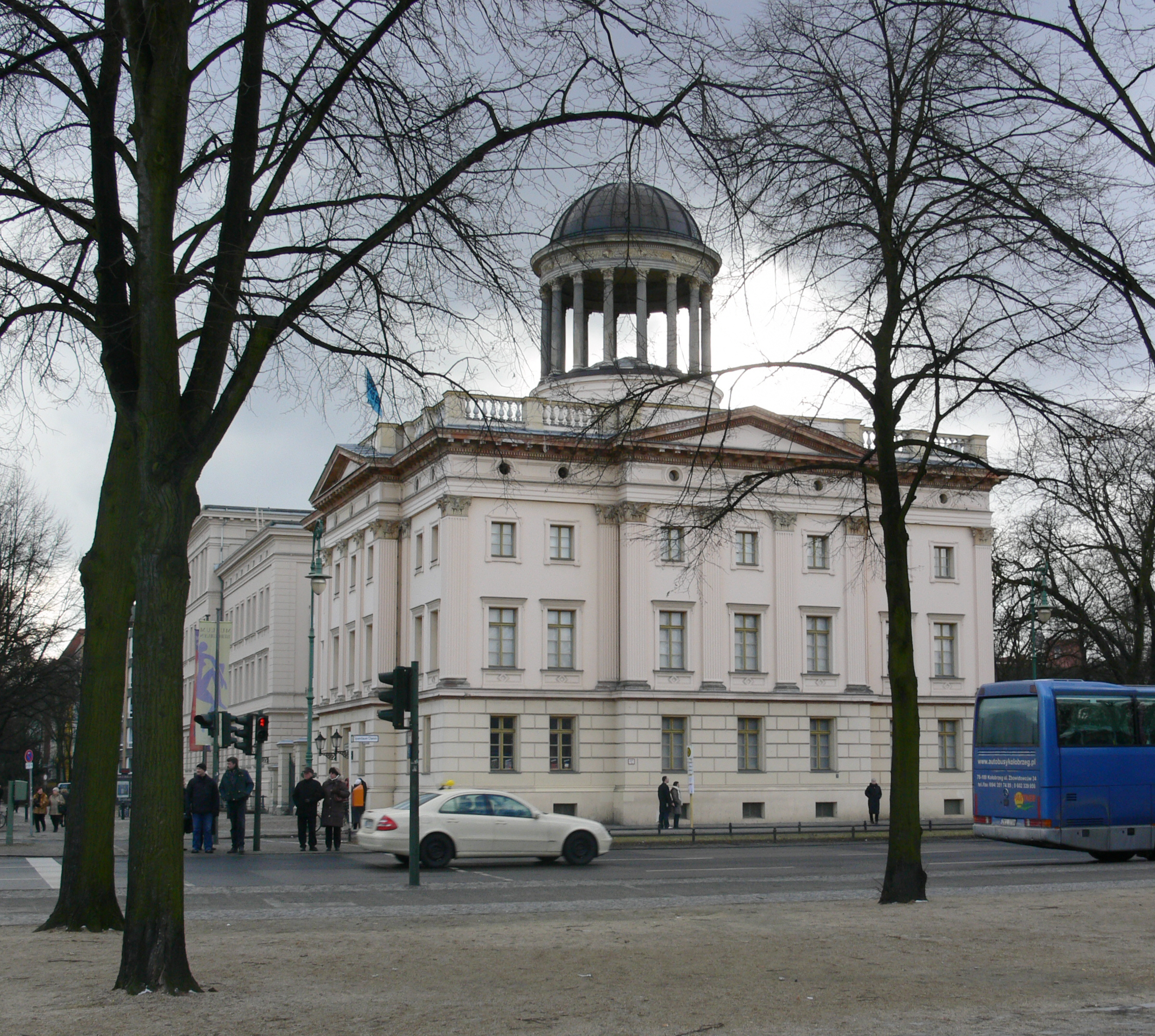
Музей Берггрюна
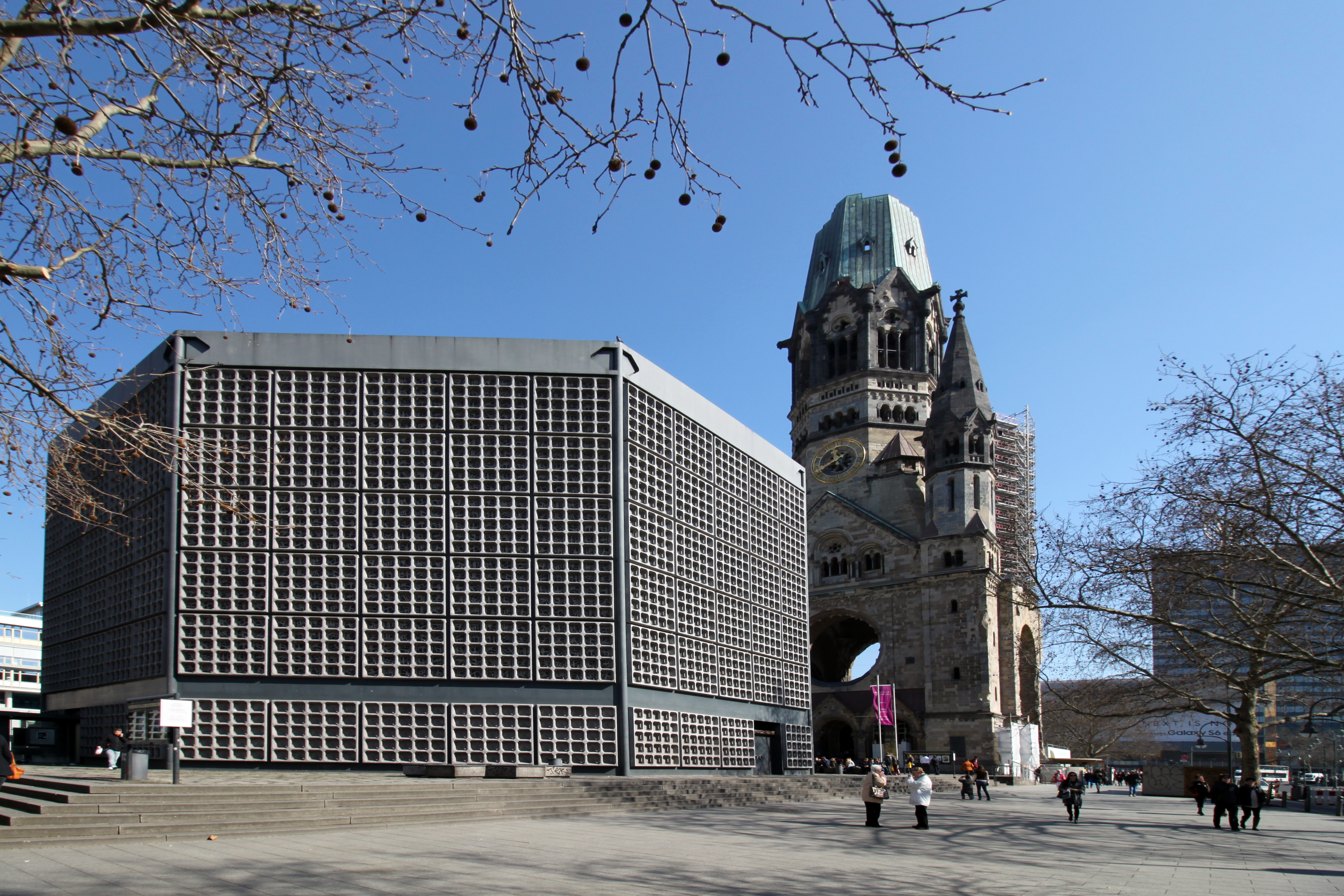
Мемориальная церковь кайзера Вильгельма
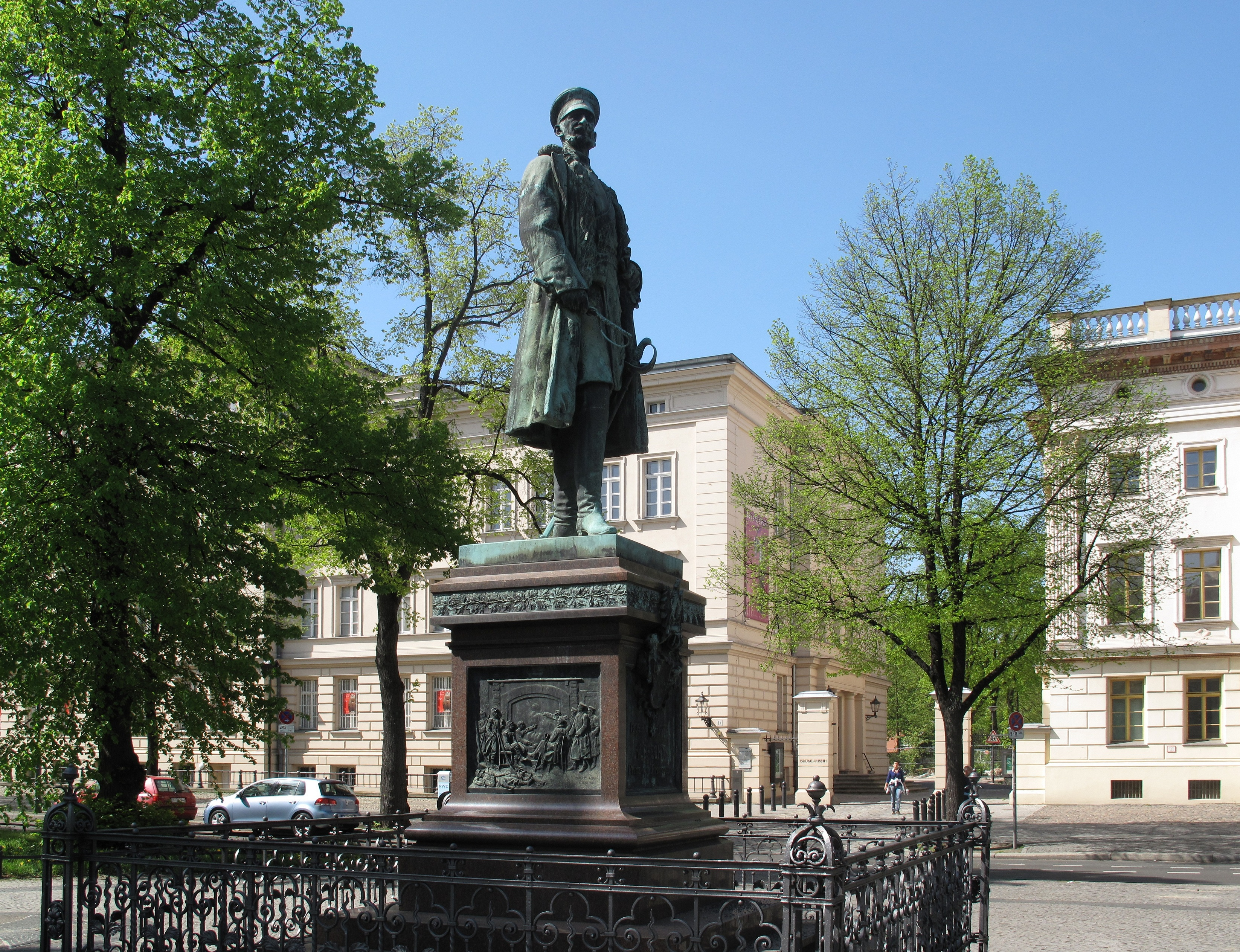
Памятник принцу Альбрехту Прусскому
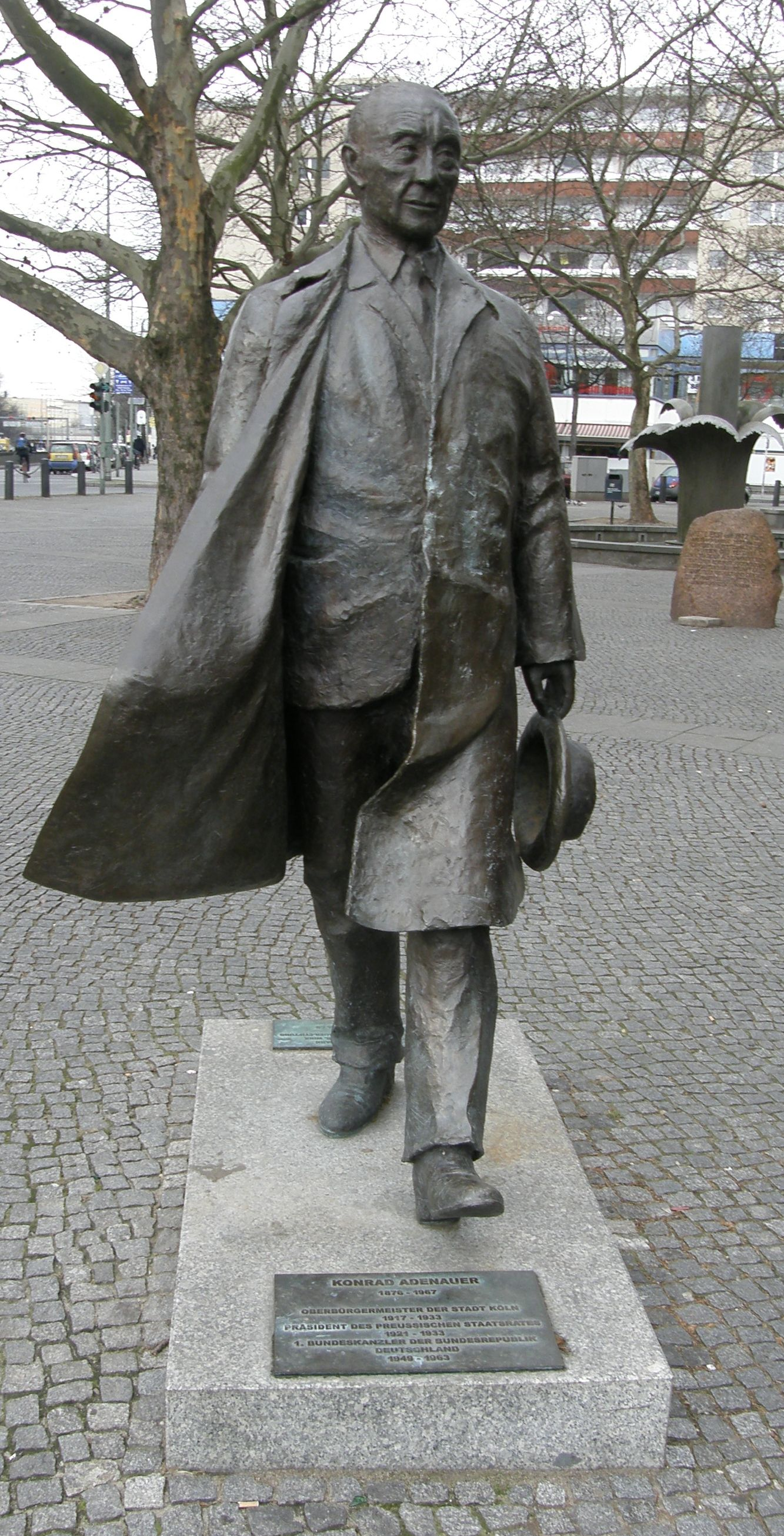
Памятник Конраду Аденауэру

## Известные уроженцы и жители
- Койн, Ирмгард (1905—1982) — немецкая писательница.
- Начиная с 1 мая 1931 года и вплоть до своей смерти в 1993 году по адресу Фазаненштрассе, д. 68 проживала артистка балета, балетмейстер и педагог Татьяна Гзовская. Здесь же располагалась её «Школа сценического танца». В настоящее время на здании расположена памятная доска.
- Гизе, Вильгельм (1847—1909) — немецкий физик, полярный исследователь.
- Дернбург, Генрих (1829—1907) — немецкий юрист-цивилист, виднейший специалист по римскому праву, известный популяризатор юридических знаний и науки. Педагог. Ректор Берлинского университета в 1884—1885 годах. Политик.
- Майнхольд, Вильгельм (1797—1851) — немецкий писатель.